# 埔心車站 (埔心鄉)
埔心車站，是位於彰化縣埔心鄉的車站，台灣日治時期稱為坡心車站（p. 529），為員林線上的中途站。目前已經廢站，車站也已經拆除，彰化縣政府把周邊的鐵道綠化為埔心鄉自行車道。站址約位於現油車村內，彰61線上。

## 鄰近車站
- 廢止營運模式

## 車站周邊
- 埔心鄉自行車道

## 外部連結
23°57′24.5″N 120°34′09.5″E / 23.956806°N 120.569306°E